# Hamar
Hamar è una città della Norvegia situata nella contea di Innlandet, della quale è capoluogo amministrativo. La città sorge in riva al lago Mjøsa, il più grande lago norvegese. Ricevette lo status di città nel 1849. 

## Storia
A partire dal V secolo la zona di Hamar divenne un importante centro politico per la Norvegia. Nella vicina Åker aveva sede una delle assemblee più importanti del paese, l'Eidsivating, a un tempo raduno politico e tribunale giudiziario. Nomi quali Torshov, Vidarshov e Disen testimoniano anche l'importanza religiosa di questa area.
Dopo la conversione al Cristianesimo del paese nel 1030 Hamar crebbe grazie al commercio e nel 1152 diventò una delle cinque diocesi norvegesi, l'unica nell'entroterra.

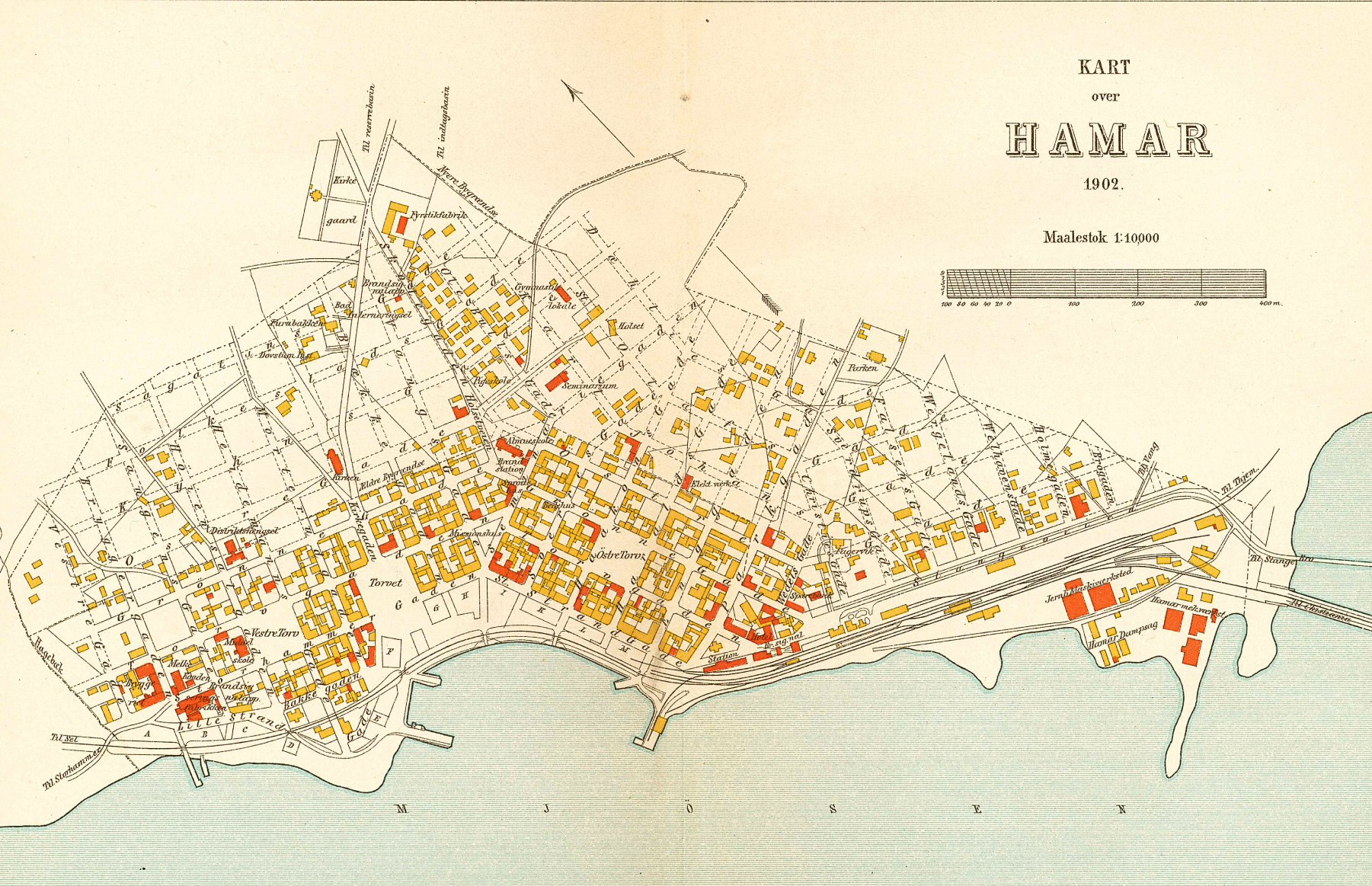
Carta di Hamar nel 1902

Rimase un importante centro politico e religioso sino alla riforma del 1536, quando perse la sede vescovile. La cattedrale e la residenza del vescovo vennero poi distrutti nel 1567 durante la guerra nordica dei sette anni con la Svezia. Hamar perse così la sua rilevanza economica e religiosa, cadendo in abbandono. La moderna città di Hamar fu fondata da Re Oscar I nel 1849 a un 1 km dalle rovine della vecchia Hamar.

## Monumenti

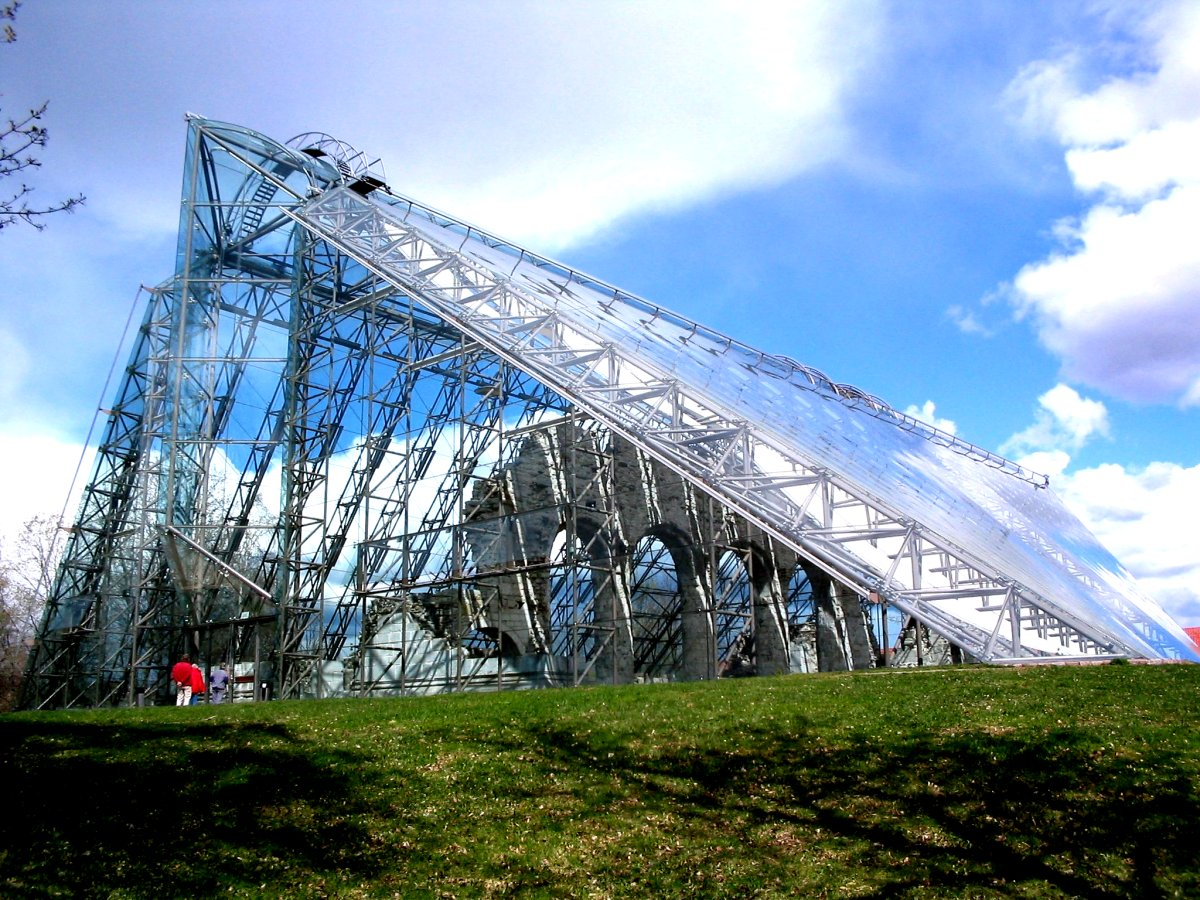
Le rovine della cattedrale di Hamar

Hamar è sede dell'Hedmark museum, un museo storico ed etnologico all'aperto nel quale si trovano i resti della cattedrale medievale racchiusi in una costruzione di vetro, la fortezza vescovile e una serie di antiche fattorie.
Nella città sorge anche l'attuale cattedrale di Hamar, edificio in stile romanico realizzato nel 1866 e sede della diocesi di Hamar per la chiesa di Norvegia.
La città è un importante nodo ferroviario per le due linee dirette verso Trondheim. Rørosbanen, la vecchia linea ferroviaria, vi si dirama dalla linea principale chiamata Dovrebanen. Ad Hamar si trova il museo ferroviario norvegese (Norsk Jernbanemuseum).

## Sport

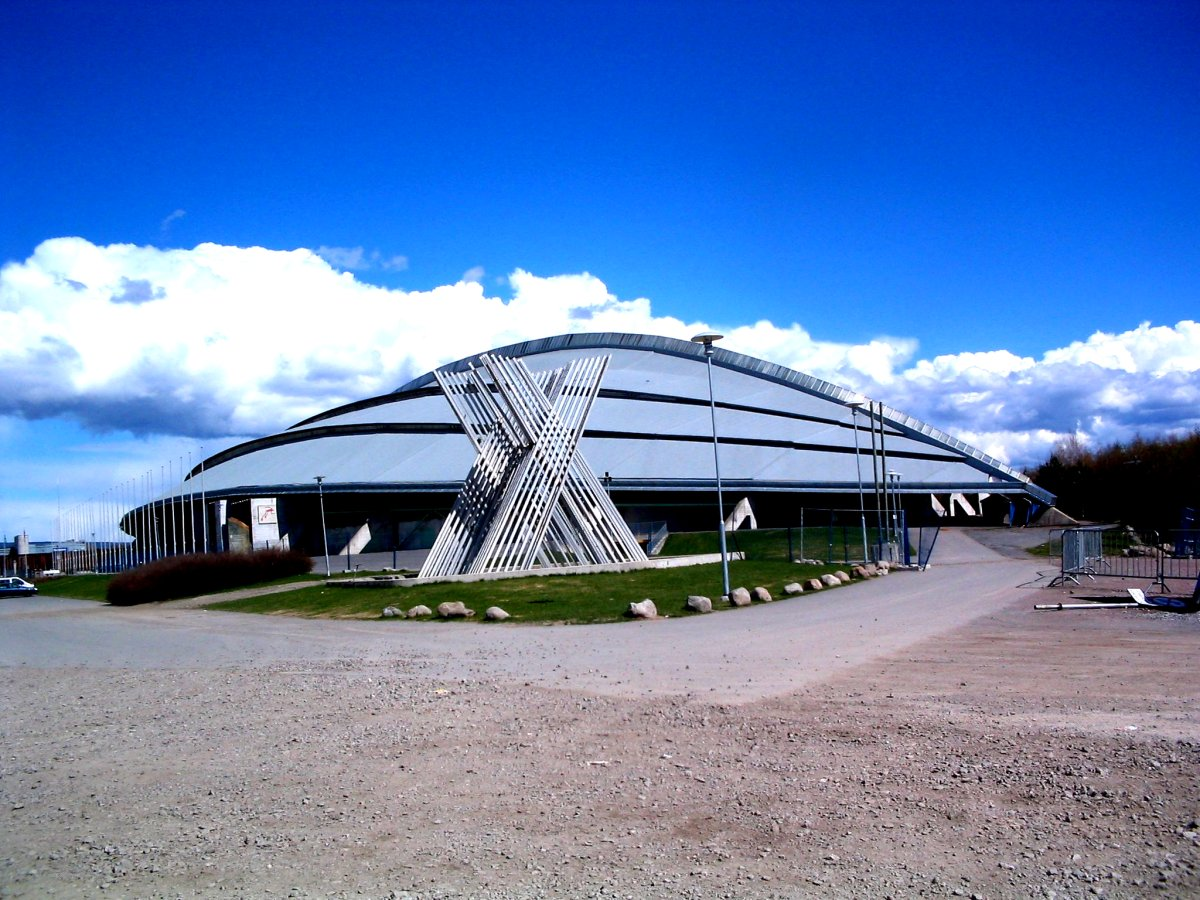
Il palazzo del ghiaccio

In occasione dei XVII Giochi olimpici invernali Hamar, situata poco lontano da Lillehammer, ospitò le gare di pattinaggio di velocità e le gare di danza su ghiaccio, nel palazzo del ghiaccio appositamente costruito e chiamato Vikingskipet ("nave dei vichinghi") per la sua forma. Assomiglia infatti ad un drakkar rovesciato. In questa struttura viene ospitato il Parco Assistenza del Rally di Norvegia, prova valida per il Campionato Mondiale Rally.
La città ha ospitato, insieme a Vang, i Campionati mondiali juniores di sci nordico 1989. A Hamar sono state anche organizzate alcune gare di sci di fondo, tra le quali una tappa della Coppa del Mondo di sci di fondo 1995.

## Hamar nella cultura di massa
- I romanzi La casa nell'ombra, Confine di ghiaccio e Nel gelo della notte di Knut Faldbakken sono ambientati in questa cittadina